# بالاكوس
بالاكوس كان ملك القرم السكيثية وقد خلف والده سكيلوروس. لقد استأنف حرب الأخير ضد ميثراداتس الكبير، وحاول محاصرة شيرسونيسوس ولكنه هزم من قبل قوات بونتيك بقيادة ديوفانتوس. وبعد حشد مساعدة من Rhoxolani بقيادة تاسيوس، بدء بالاكوس غزو القرم. لقد خسر الغزاة أمام ديوفانتوس وقبلوا ميثراداتس كحاكمهم الأعلى. كان بالاكوس آخر ملك سكيثي تم تسجيل اسمه في المصادر الكلاسيكية.